# NGC 5809
NGC 5809 este o emission-line galaxy⁠(d) situată în constelația Balanța. A fost descoperită în 5 iunie 1836 de către John Herschel. Se află la o distanță de 39,63 de megaparseci de Pământ.